# Operace Otto
Případ Otto nebo Operace Otto, (německy Unternehmen Otto či Fall Otto) byl krycí název „Vojenského rozkazu pro vpochodování do Rakouska z 11. března 1938“ k tzv. „anšlusu Rakouska“, zvolený Adolfem Hitlerem.

## Pozadí
Standardní krycí názvy válečných operací „Třetí říše“ byly: „Fall Grün“ (Případ zelený) pro obsazení ČSR, „Fall Weiß“ (Případ bílý) pro invazi do Polska, „Fall Gelb“ (Případ žlutý) pro válečné tažení na Nizozemsko, Belgii a Lucembursko, „Fall Rot“ (Případ červený) pro útok na Francii, „Operace Weserübung“ pro obsazení Norska a Dánska a „Operace Seelöwe“ pro přípravy k vylodění v Anglii. Pouze „Případ Otto“ a „Případ/operace Barbarossa“ nezapadají do obvyklého schématu, přičemž v případě „Barbarossy“ je o něco zřejmější výklad, nežli pro „Otto“.
Názvem „Otto“ mohl být myšlen Ota I. Veliký, vzhledem k vysoké konjunktuře dynastie Ottovců v tehdejší Německé říši, a sice v souvislosti s rolí, jež mu v rakouské verzi německého národního dějepisectví náleželo. Ota I. byl považován po Karlovi Velikém za znovuzakladatele jihovýchodní hraniční marky Říše. Jeho vítězství nad Uhry v bitvě na Lechu (roku 955) umožnilo Bajuvarům postupné osídlování „marchy orientalis“ (poprvé oficiálně za vlády Oty II. roku 976 – srov. „Ostmark“), z níž vzniklo pozdější Rakousko („Ostarrîchi“ poprvé oficiálně za vlády Oty III. roku 996).
Jelikož v Hitlerových očích byly ve vnější politice tisíciletých dějin Německa pouze dvě situace hodné povšimnutí, jak napsal ve své knize Mein Kampf (svazek 2, str. 733–742), totiž „především Bajuvary uskutečněná kolonizace Východní marky (Ostmark)“ a „získání a pronikání na území východně od Labe“, bylo prvním cílem jeho vnější politiky, aby „někdejší východní marka Říše (Ostmark des Reichs)“ (Mein Kampf, sv. 1, str. 9) byla znovu sjednocena s „domovinou“ (srov. také Spor Sybel-Ficker). V deníku Le Temps ze 13. března 1938 byla u příležitosti „anšlusu“ reprodukována anonymní zpráva z vídeňského rozhlasu (Wiener Rundfunkhaus) z 12. března 1938: „Po tisícileté historii konečně nadešel ten den, kdy se znovuzrodil jednotný německý národ.“
Dva měsíce po „anšlusu“ proběhlo zcela v duchu domnělých tisíciletých událostí dne 25. května 1938 přejmenování Rakouska z Österreich na „Ostmark“. Poté po dokončení „anšlusu“ platily pro Rakousko stejné náležitosti, tak jak byly formulovány v „zákoně o znovuvytvoření říše“ z 30. ledna 1934 ke gleichschaltungu (vyrovnání úrovně) rozdílných spolkových zemí a zrušením jejich státní svébytnosti a se všeobecným nabytím domovského práva Rakušanů roku 1938.
Zvláště rakouští legitimisté však zastávají dodnes názor, že jménem "Otto" byl míněn především Otto von Habsburg. Ačkoli v Rakousku existovaly ve stavovském státě tendence k restauraci monarchie, části politických elit a rovněž tak lidu, kteří stále ještě věřili v jednotící sílu někdejší panovnické rodiny a v mír c.k. Rakouska a před vpochodováním se ještě sám Ota Habsbursko-Lotrinský pokusil zvrátit kritickou situaci svojí kandidaturou na kancléře Rakouska. Tato interpretace se však zdá být nepravděpodobnou, neboť obnovení monarchie v okamžiku anšlusu již bylo prakticky nemožné. Německý vyslanec Franz von Papen dne 1. července 1937 potvrdil, že „restaurace rodu Habsbursko-Lotrinského … je zcela ad acta“. Faktem však je, že Hitler se obával vlivu Oty Habsburského na stoupence monarchie a žádal Otu o setkání, ten však kategoricky s diktátorem odmítl hovořit. Na führerův osobní příkaz byl vydán říšský zatykač na Otu i jeho rodinu, proto musel s rodinou urychleně opustit území nacistické říše. Rovněž majetek rodiny Habsbursko-Lotrinské byl zabaven Německou říší.
Symboliku s Otovci však můžeme v tehdejším Rakousku spatřovat např. v tom, že současně s anexí existovala krátce studentská odbojová skupina, která si až do své bleskové likvidace říkala „Ottonen“.

### Přejmenování "Ostmarky"
Dne 15. března 1938 objasnil Hitler z balkónu vídeňského Hofburgu svým staronovým krajanům jejich úkoly: „Nejstarší hraniční marka (Ostmark) německého národa je odteď nejmladší baštou německého národa a zároveň oporou Německé říše.“ Jelikož pozice „nejmladší bašty“ byla již přidělena, vydal Hitler 19. ledna 1942 říšským ministrům příkaz, aby byl výraz „Ostmark“ v budoucnu nahrazen výrazem „Donau- und Alpenreichsgaue“, dále Čechy a Moravu za Protektorát „Německé říše“ a Maďarsko a Rumunsko byly již předtím považovány za satelity nacionálně socialistické expanzní politiky proti SSSR.